# Cleora vitensis
Cleora vitensis är en fjärilsart som beskrevs av Bethune-Baker 1905. Cleora vitensis ingår i släktet Cleora och familjen mätare. Inga underarter finns listade i Catalogue of Life.